# Pehr Johan Beurling
Pehr Johan Beurling (Estocolmo, 3 de diciembre de 1800- 4 de diciembre de 1866) fue un abogado, y botánico sueco.

## Algunas publicaciones

### Libros
- 1854.  Primitiae florae Portobellensis, sive, Enumeratio plantarum vascularium quas juxta oppidum Portobello in Isthmo Panamensi Americae Centralis, mense Aprili anno 1826, legit doct. Joh. Eman. Billberg
- 1859.  Plantae vasculares seu cotyledoneae Scandanaviae, nempe Sveciae et Norvegiae, juxta regni vegetabilis systema naturale digestae. Ed. P.A. Norstedt, Holmiae.

- La abreviatura «Beurl.» se emplea para indicar a Pehr Johan Beurling como autoridad en la descripción y clasificación científica de los vegetales.[1]

- «Pehr Johan Beurling». Índice Internacional de Nombres de las Plantas (IPNI). Real Jardín Botánico de Kew, Herbario de la Universidad de Harvard y Herbario nacional Australiano (eds.).

- Datos: Q3374267
- Especies: Pehr Johan Beurling

1. ↑  Todos los géneros y especies descritos por este autor en IPNI.